# Dampit (Cicalengka)
Dampit is een bestuurslaag in het regentschap Bandung van de provincie West-Java, Indonesië. Dampit telt 4870 inwoners (volkstelling 2010).